# Fahrenheit (jeu vidéo, 1995)
Pour les articles homonymes, voir Fahrenheit (homonymie).
Fahrenheit  est un jeu vidéo sous forme de film interactif, développé et édité par Sega, sorti en 1995 sur 32X et Mega-CD.

## Accueil
- Joypad : 50 % (Mega-CD)[1]